# Aus Liebe weint man nicht
Aus Liebe weint man nicht – szesnasty album muzyczny niemieckiego zespołu Die Flippers z roku 1987.

## Lista utworów
1. "Aus Liebe weint man nicht    – 3:07
2. "Malaika    – 3:14
3. "Frag den Abendwind    – 3:56
4. "Arrivederci, Ciao, Amor    – 3:17
5. "Vom Winde verweht    – 3:08
6. "Nie mehr allein    – 4:16
7. "Mexico    – 3:18
8. "Weiße Rose im Sommerwind    – 3:07
9. "Wenn in Petersburg die weißen Rosen blühen    – 3:47
10. "Fliege mit mir    – 3:38
11. "Am Ende bleiben doch nur Träume    – 3:04
12. "Sag bitte beim Abschied Auf Wiedersehen   – 3:10